# توکاخندان رخ‌سیاه
توکاخندان رخ‌سیاه (نام علمی: Trochalopteron affine) یک گونه پرنده از تیرهٔ Leiothrichidae است.
در هیمالیا شرقی یافت می‌شود. دامنه آن از شرق نپال به سوی شرق تا آروناچال پرادش در هند و بیشتر تا میانمار، همراه با بوتان و جنوب شرقی تبت گسترش می‌یابد. جمعیت‌های کوچک جداشده نیز در قاره آسیای جنوب شرقی وجود دارد.

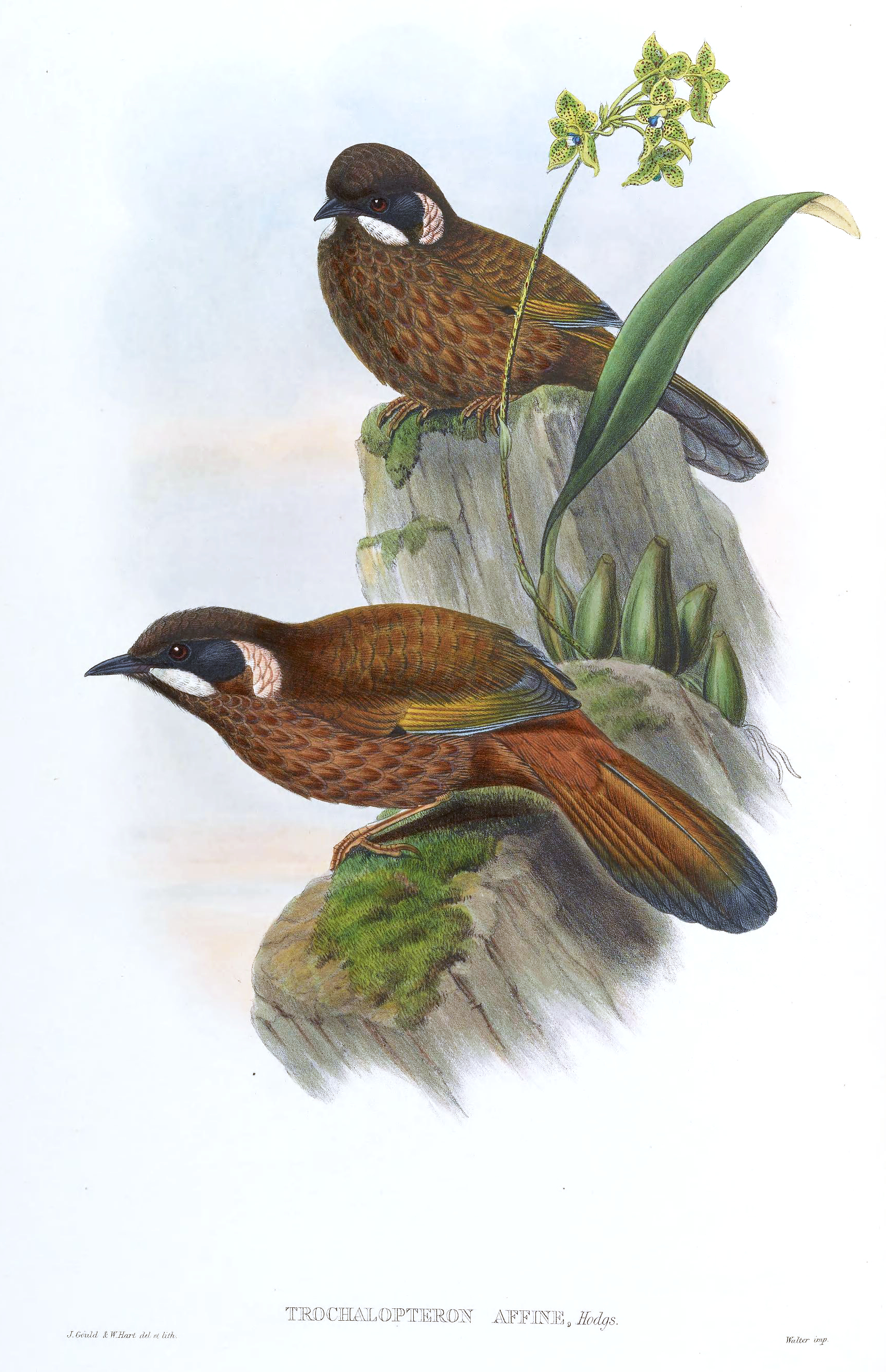